# 11e étape du Tour d'Italie 2024
Pour un article plus général, voir Tour d'Italie 2024.
La 11e étape du Tour d'Italie 2024 se déroule le mercredi 15 mai 2024 entre Foiano di Val Fortore en Campanie et Francavilla al Mare dans les Abruzzes sur une distance de 207 km.

## Parcours
Le village de Foiano di Val Fortore est le lieu de départ de la 11e étape. Après la montée du col de 3e catégorie vers Pietracatella en début d'étape et un tracé se dirigeant vers le nord, le parcours longe la mer Adriatique à partir de Campomarino et s'oriente vers le nord-ouest avec une centaine de kilomètres sans difficultés jusqu'à l'arrivée à Francavilla al Mare où un sprint est probable.

## Déroulement de la course
Trois coureurs composent l'échappée du jour. Il s'agit des équipiers de Visma-Lease a Bike Tim van Dijke et Edoardo Affini ainsi que de Thomas Champion (Cofidis). L'avantage de ce trio ne dépasse guère les 2 min 30 s. Les fuyards sont repris par le peloton à 35 kilomètres du terme. La victoire se joue au sprint. Le maillot cyclamen Jonathan Milan (Lidl-Trek) remporte un deuxième succès sur ce Giro ayant remonté Tim Merlier (Soudal Quick-Step) qui est déclassé par les commissaires pour s'être écarté de sa ligne choisie.

## Résultats

### Classement de l'étape
| \| Classement de l'étape \| Classement de l'étape \| Classement de l'étape \| Classement de l'étape \| Classement de l'étape \| \| Coureur \| Coureur \| Pays \| Équipe \| Temps \| \| --------------------- \| --------------------- \| --------------------- \| ----------------------------- \| --------------------- \| \| 1er \| Jonathan Milan \| Italie \| Lidl-Trek \| 4 h 23 min 00 s \| \| 2e \| Kaden Groves \| Australie \| Alpecin-Deceuninck \| + 0 s \| \| 3e \| Giovanni Lonardi \| Italie \| Team Polti Kometa \| + 0 s \| \| 4e \| Laurence Pithie \| Nouvelle-Zélande \| Groupama-FDJ \| + 0 s \| \| 5e \| Sebastián Molano \| Colombie \| UAE Team Emirates \| + 0 s \| \| 6e \| Danny van Poppel \| Pays-Bas \| Bora-Hansgrohe \| + 0 s \| \| 7e \| Fernando Gaviria \| Colombie \| Movistar Team \| + 0 s \| \| 8e \| Phil Bauhaus \| Allemagne \| Bahrain Victorious \| + 0 s \| \| 9e \| Stanisław Aniołkowski \| Pologne \| Cofidis \| + 0 s \| \| 10e \| Enrico Zanoncello \| Italie \| VF Group-Bardiani CSF-Faizanè \| + 0 s \| |                       |                  |                               |                 |
| |                       |                  |                               |                 |
| Sources : ProCyclingStats Cycling Quotient |                       |                  |                               |                 |
| Classement de l'étape |                       |                  |                               |                 |
| Coureur | Coureur               | Pays             | Équipe                        | Temps           |
| 1er | Jonathan Milan        | Italie           | Lidl-Trek                     | 4 h 23 min 00 s |
| 2e | Kaden Groves          | Australie        | Alpecin-Deceuninck            | + 0 s           |
| 3e | Giovanni Lonardi      | Italie           | Team Polti Kometa             | + 0 s           |
| 4e | Laurence Pithie       | Nouvelle-Zélande | Groupama-FDJ                  | + 0 s           |
| 5e | Sebastián Molano      | Colombie         | UAE Team Emirates             | + 0 s           |
| 6e | Danny van Poppel      | Pays-Bas         | Bora-Hansgrohe                | + 0 s           |
| 7e | Fernando Gaviria      | Colombie         | Movistar Team                 | + 0 s           |
| 8e | Phil Bauhaus          | Allemagne        | Bahrain Victorious            | + 0 s           |
| 9e | Stanisław Aniołkowski | Pologne          | Cofidis                       | + 0 s           |
| 10e | Enrico Zanoncello     | Italie           | VF Group-Bardiani CSF-Faizanè | + 0 s           |

### Points attribués pour le classement par points
| Sprint intermédiaire Casacalenda (km 74,5) | Sprint intermédiaire Casacalenda (km 74,5) | Sprint intermédiaire Casacalenda (km 74,5) | Sprint intermédiaire Casacalenda (km 74,5) | Sprint intermédiaire Casacalenda (km 74,5) |
| ------------------------------------------ | ------------------------------------------ | ------------------------------------------ | ------------------------------------------ | ------------------------------------------ |
|                                            | Coureur                                    | Pays                                       | Équipe                                     | Point(s)                                   |
| 1er                                        | Thomas Champion                            | France                                     | Cofidis                                    | 12                                         |
| 2e                                         | Edoardo Affini                             | Italie                                     | Visma-Lease a Bike                         | 8                                          |
| 3e                                         | Tim van Dijke                              | Pays-Bas                                   | Visma-Lease a Bike                         | 6                                          |
| 4e                                         | Jonathan Milan                             | Italie                                     | Lidl-Trek                                  | 5                                          |
| 5e                                         | Kaden Groves                               | Australie                                  | Alpecin-Deceuninck                         | 4                                          |
| 6e                                         | Edward Planckaert                          | Belgique                                   | Alpecin-Deceuninck                         | 3                                          |
| 7e                                         | Simone Consonni                            | Italie                                     | Lidl-Trek                                  | 2                                          |
| 8e                                         | Jasper Stuyven                             | Belgique                                   | Lidl-Trek                                  | 1                                          |
| modifier                                   |                                            |                                            |                                            |                                            |

| Sprint intermédiaire San Salvo Marina (km 137,9) | Sprint intermédiaire San Salvo Marina (km 137,9) | Sprint intermédiaire San Salvo Marina (km 137,9) | Sprint intermédiaire San Salvo Marina (km 137,9) | Sprint intermédiaire San Salvo Marina (km 137,9) |
| ------------------------------------------------ | ------------------------------------------------ | ------------------------------------------------ | ------------------------------------------------ | ------------------------------------------------ |
|                                                  | Coureur                                          | Pays                                             | Équipe                                           | Point(s)                                         |
| 1er                                              | Thomas Champion                                  | France                                           | Cofidis                                          | 12                                               |
| 2e                                               | Edoardo Affini                                   | Italie                                           | Visma-Lease a Bike                               | 8                                                |
| 3e                                               | Tim van Dijke                                    | Pays-Bas                                         | Visma-Lease a Bike                               | 6                                                |
| 4e                                               | Kaden Groves                                     | Australie                                        | Alpecin-Deceuninck                               | 5                                                |
| 5e                                               | Tim Merlier                                      | Belgique                                         | Soudal Quick-Step                                | 4                                                |
| 6e                                               | Filippo Fiorelli                                 | Italie                                           | VF Group-Bardiani CSF-Faizané                    | 3                                                |
| 7e                                               | Jenthe Biermans                                  | Belgique                                         | Arkéa-B&B Hotels                                 | 2                                                |
| 8e                                               | Edward Planckaert                                | Belgique                                         | Alpecin-Deceuninck                               | 1                                                |
| modifier                                         |                                                  |                                                  |                                                  |                                                  |

| Arrivée d'étape Francavilla al Mare (km 207) | Arrivée d'étape Francavilla al Mare (km 207) | Arrivée d'étape Francavilla al Mare (km 207) | Arrivée d'étape Francavilla al Mare (km 207) | Arrivée d'étape Francavilla al Mare (km 207) |
| -------------------------------------------- | -------------------------------------------- | -------------------------------------------- | -------------------------------------------- | -------------------------------------------- |
|                                              | Coureur                                      | Pays                                         | Équipe                                       | Point(s)                                     |
| 1er                                          | Jonathan Milan                               | Italie                                       | Lidl-Trek                                    | 50                                           |
| 2e                                           | Kaden Groves                                 | Australie                                    | Alpecin-Deceuninck                           | 35                                           |
| 3e                                           | Giovanni Lonardi                             | Italie                                       | Polti Kometa                                 | 25                                           |
| 4e                                           | Laurence Pithie                              | Nouvelle-Zélande                             | Groupama-FDJ                                 | 18                                           |
| 5e                                           | Sebastián Molano                             | Colombie                                     | UAE Team Emirates                            | 14                                           |
| 6e                                           | Danny van Poppel                             | Pays-Bas                                     | Bora-Hansgrohe                               | 12                                           |
| 7e                                           | Fernando Gaviria                             | Colombie                                     | Movistar                                     | 10                                           |
| 8e                                           | Phil Bauhaus                                 | Allemagne                                    | Bahrain Victorious                           | 8                                            |
| 9e                                           | Stanisław Aniołkowski                        | Pologne                                      | Cofidis                                      | 7                                            |
| 10e                                          | Enrico Zanoncello                            | Italie                                       | VF Group-Bardiani CSF-Faizané                | 6                                            |
| 11e                                          | Caleb Ewan                                   | Australie                                    | Jayco AlUla                                  | 5                                            |
| 12e                                          | Filippo Fiorelli                             | Italie                                       | VF Group-Bardiani CSF-Faizané                | 4                                            |
| 13e                                          | Hugo Hofstetter                              | France                                       | Israel-Premier Tech                          | 3                                            |
| 14e                                          | Matteo Trentin                               | Italie                                       | Tudor Pro Cycling Team                       | 2                                            |
| 15e                                          | David Dekker                                 | Pays-Bas                                     | Arkéa-B&B Hotels                             | 1                                            |
| modifier                                     |                                              |                                              |                                              |                                              |

| Coureur     | Pays     | Équipe            | Points     |
| ----------- | -------- | ----------------- | ---------- |
| Tim Merlier | Belgique | Soudal Quick-Step | - 8 points |

### Points attribués pour le classement du meilleur grimpeur
| \| Pietracatella (km 48,4) 3e catégorie (8,4 km à 5,4%) \| Pietracatella (km 48,4) 3e catégorie (8,4 km à 5,4%) \| Pietracatella (km 48,4) 3e catégorie (8,4 km à 5,4%) \| Pietracatella (km 48,4) 3e catégorie (8,4 km à 5,4%) \| Pietracatella (km 48,4) 3e catégorie (8,4 km à 5,4%) \| \| ---------------------------------------------------- \| ---------------------------------------------------- \| ---------------------------------------------------- \| ---------------------------------------------------- \| ---------------------------------------------------- \| \| \| Coureur \| Pays \| Équipe \| Point(s) \| \| 1er \| Tim van Dijke \| Pays-Bas \| Visma-Lease a Bike \| 9 \| \| 2e \| Thomas Champion \| France \| Cofidis \| 4 \| \| 3e \| Edoardo Affini \| Italie \| Visma-Lease a Bike \| 2 \| \| 4e \| Simon Geschke \| Allemagne \| Cofidis \| 1 \| \| modifier \| \| \| \| \| |                 |           |                    |          |
| Pietracatella (km 48,4) 3e catégorie (8,4 km à 5,4%) |                 |           |                    |          |
| | Coureur         | Pays      | Équipe             | Point(s) |
| 1er | Tim van Dijke   | Pays-Bas  | Visma-Lease a Bike | 9        |
| 2e | Thomas Champion | France    | Cofidis            | 4        |
| 3e | Edoardo Affini  | Italie    | Visma-Lease a Bike | 2        |
| 4e | Simon Geschke   | Allemagne | Cofidis            | 1        |
| modifier |                 |           |                    |          |

### Points attribués pour le classement des sprints intermédiaires
| Sprint intermédiaire Casacalenda (km 74,5) | Sprint intermédiaire Casacalenda (km 74,5) | Sprint intermédiaire Casacalenda (km 74,5) | Sprint intermédiaire Casacalenda (km 74,5) | Sprint intermédiaire Casacalenda (km 74,5) |
| ------------------------------------------ | ------------------------------------------ | ------------------------------------------ | ------------------------------------------ | ------------------------------------------ |
|                                            | Coureur                                    | Pays                                       | Équipe                                     | Point(s)                                   |
| 1er                                        | Thomas Champion                            | France                                     | Cofidis                                    | 10                                         |
| 2e                                         | Edoardo Affini                             | Italie                                     | Visma-Lease a Bike                         | 6                                          |
| 3e                                         | Tim van Dijke                              | Pays-Bas                                   | Visma-Lease a Bike                         | 3                                          |
| 4e                                         | Jonathan Milan                             | Italie                                     | Lidl-Trek                                  | 2                                          |
| 5e                                         | Kaden Groves                               | Australie                                  | Alpecin-Deceuninck                         | 1                                          |
| modifier                                   |                                            |                                            |                                            |                                            |

| Sprint intermédiaire Fossacesia Marina (km 172,5) | Sprint intermédiaire Fossacesia Marina (km 172,5) | Sprint intermédiaire Fossacesia Marina (km 172,5) | Sprint intermédiaire Fossacesia Marina (km 172,5) | Sprint intermédiaire Fossacesia Marina (km 172,5) |
| ------------------------------------------------- | ------------------------------------------------- | ------------------------------------------------- | ------------------------------------------------- | ------------------------------------------------- |
|                                                   | Coureur                                           | Pays                                              | Équipe                                            | Point(s)                                          |
| 1er                                               | Ryan Mullen                                       | Irlande                                           | Bora-Hansgrohe                                    | 10                                                |
| 2e                                                | Geraint Thomas                                    | Grande-Bretagne                                   | Ineos Grenadiers                                  | 6                                                 |
| 3e                                                | Mikkel Bjerg                                      | Danemark                                          | UAE Team Emirates                                 | 3                                                 |
| 4e                                                | Connor Swift                                      | Grande-Bretagne                                   | Ineos Grenadiers                                  | 2                                                 |
| 5e                                                | Domen Novak                                       | Slovénie                                          | UAE Team Emirates                                 | 1                                                 |
| modifier                                          |                                                   |                                                   |                                                   |                                                   |

### Bonifications
|   | Coureur         | Pays     | Équipe             | Secondes |
| - | --------------- | -------- | ------------------ | -------- |
| 1 | Thomas Champion | France   | Cofidis            | 3 s      |
| 2 | Edoardo Affini  | Italie   | Visma-Lease a Bike | 2 s      |
| 3 | Tim van Dijke   | Pays-Bas | Visma-Lease a Bike | 1 s      |

|   | Coureur        | Pays            | Équipe            | Secondes |
| - | -------------- | --------------- | ----------------- | -------- |
| 1 | Ryan Mullen    | Irlande         | Bora-Hansgrohe    | 3 s      |
| 2 | Geraint Thomas | Grande-Bretagne | Ineos Grenadiers  | 2 s      |
| 3 | Mikkel Bjerg   | Danemark        | UAE Team Emirates | 1 s      |

| \| \| Coureur \| Pays \| Équipe \| Secondes \| \| - \| ---------------- \| --------- \| ------------------ \| -------- \| \| 1 \| Jonathan Milan \| Italie \| Lidl-Trek \| 10 s \| \| 2 \| Kaden Groves \| Australie \| Alpecin-Deceuninck \| 6 s \| \| 3 \| Giovanni Lonardi \| Italie \| Polti Kometa \| 4 s \| |                  |           |                    |          |
| | Coureur          | Pays      | Équipe             | Secondes |
| 1 | Jonathan Milan   | Italie    | Lidl-Trek          | 10 s     |
| 2 | Kaden Groves     | Australie | Alpecin-Deceuninck | 6 s      |
| 3 | Giovanni Lonardi | Italie    | Polti Kometa       | 4 s      |

## Classements à l'issue de l'étape

### Classement général
| \| Classement général \| Classement général \| Classement général \| Classement général \| Classement général \| \| Coureur \| Coureur \| Pays \| Équipe \| Temps \| \| ------------------ \| ------------------ \| ------------------ \| -------------------------- \| ------------------ \| \| 1er \| Tadej Pogačar \| Slovénie \| UAE Team Emirates \| 41 h 09 min 26 s \| \| 2e \| Daniel Martínez \| Colombie \| Bora-Hansgrohe \| + 2 min 40 s \| \| 3e \| Geraint Thomas \| Royaume-Uni \| Ineos Grenadiers \| + 2 min 56 s \| \| 4e \| Ben O'Connor \| Australie \| Decathlon-AG2R La Mondiale \| + 3 min 39 s \| \| 5e \| Antonio Tiberi \| Italie \| Bahrain Victorious \| + 4 min 27 s \| \| 6e \| Romain Bardet \| France \| Team dsm-firmenich PostNL \| + 4 min 57 s \| \| 7e \| Lorenzo Fortunato \| Italie \| Astana Qazaqstan Team \| + 5 min 19 s \| \| 8e \| Filippo Zana \| Italie \| Team Jayco AlUla \| + 5 min 23 s \| \| 9e \| Einer Rubio \| Colombie \| Movistar Team \| + 5 min 28 s \| \| 10e \| Thymen Arensman \| Pays-Bas \| Ineos Grenadiers \| + 5 min 52 s \| |                   |             |                            |                  |
| |                   |             |                            |                  |
| Sources : ProCyclingStats Cycling Quotient |                   |             |                            |                  |
| Classement général |                   |             |                            |                  |
| Coureur | Coureur           | Pays        | Équipe                     | Temps            |
| 1er | Tadej Pogačar     | Slovénie    | UAE Team Emirates          | 41 h 09 min 26 s |
| 2e | Daniel Martínez   | Colombie    | Bora-Hansgrohe             | + 2 min 40 s     |
| 3e | Geraint Thomas    | Royaume-Uni | Ineos Grenadiers           | + 2 min 56 s     |
| 4e | Ben O'Connor      | Australie   | Decathlon-AG2R La Mondiale | + 3 min 39 s     |
| 5e | Antonio Tiberi    | Italie      | Bahrain Victorious         | + 4 min 27 s     |
| 6e | Romain Bardet     | France      | Team dsm-firmenich PostNL  | + 4 min 57 s     |
| 7e | Lorenzo Fortunato | Italie      | Astana Qazaqstan Team      | + 5 min 19 s     |
| 8e | Filippo Zana      | Italie      | Team Jayco AlUla           | + 5 min 23 s     |
| 9e | Einer Rubio       | Colombie    | Movistar Team              | + 5 min 28 s     |
| 10e | Thymen Arensman   | Pays-Bas    | Ineos Grenadiers           | + 5 min 52 s     |

### Classement par points
| Classement par points | Classement par points | Classement par points | Classement par points         | Classement par points |
| Coureur               | Coureur               | Pays                  | Équipe                        | Points                |
| --------------------- | --------------------- | --------------------- | ----------------------------- | --------------------- |
| 1er                   | Jonathan Milan        | Italie                | Lidl-Trek                     | 229 pts               |
| 2e                    | Kaden Groves          | Australie             | Alpecin-Deceuninck            | 166 pts               |
| 3e                    | Tim Merlier           | Belgique              | Soudal Quick-Step             | 92 pts                |
| 4e                    | Filippo Fiorelli      | Italie                | VF Group-Bardiani CSF-Faizanè | 78 pts                |
| 5e                    | Andrea Pietrobon      | Italie                | Team Polti Kometa             | 68 pts                |
| 6e                    | Tadej Pogačar         | Slovénie              | UAE Team Emirates             | 57 pts                |
| 7e                    | Benjamin Thomas       | France                | Cofidis                       | 56 pts                |
| 8e                    | Jhonatan Narváez      | Équateur              | Ineos Grenadiers              | 45 pts                |
| 9e                    | Phil Bauhaus          | Allemagne             | Bahrain Victorious            | 45 pts                |
| 10e                   | Sebastián Molano      | Colombie              | UAE Team Emirates             | 44 pts                |

### Classement de la montagne
| Classement de la montagne | Classement de la montagne | Classement de la montagne | Classement de la montagne     | Classement de la montagne |
| Coureur                   | Coureur                   | Pays                      | Équipe                        | Points                    |
| ------------------------- | ------------------------- | ------------------------- | ----------------------------- | ------------------------- |
| 1er                       | Tadej Pogačar             | Slovénie                  | UAE Team Emirates             | 104 pts                   |
| 2e                        | Simon Geschke             | Allemagne                 | Cofidis                       | 59 pts                    |
| 3e                        | Valentin Paret-Peintre    | France                    | Decathlon-AG2R La Mondiale    | 55 pts                    |
| 4e                        | Daniel Martínez           | Colombie                  | Bora-Hansgrohe                | 52 pts                    |
| 5e                        | Lilian Calmejane          | France                    | Intermarché-Wanty             | 32 pts                    |
| 6e                        | Romain Bardet             | France                    | Team dsm-firmenich PostNL     | 32 pts                    |
| 7e                        | Geraint Thomas            | Royaume-Uni               | Ineos Grenadiers              | 22 pts                    |
| 8e                        | Andrea Piccolo            | Italie                    | EF Education-EasyPost         | 18 pts                    |
| 9e                        | Filippo Fiorelli          | Italie                    | VF Group-Bardiani CSF-Faizanè | 18 pts                    |
| 10e                       | Ben O'Connor              | Australie                 | Decathlon-AG2R La Mondiale    | 17 pts                    |

### Classement du meilleur jeune
| Classement du meilleur jeune | Classement du meilleur jeune | Classement du meilleur jeune | Classement du meilleur jeune | Classement du meilleur jeune |
| Coureur                      | Coureur                      | Pays                         | Équipe                       | Temps                        |
| ---------------------------- | ---------------------------- | ---------------------------- | ---------------------------- | ---------------------------- |
| 1er                          | Antonio Tiberi               | Italie                       | Bahrain Victorious           | 41 h 13 min 53 s             |
| 2e                           | Filippo Zana                 | Italie                       | Team Jayco AlUla             | + 56 s                       |
| 3e                           | Thymen Arensman              | Pays-Bas                     | Ineos Grenadiers             | + 1 min 25 s                 |
| 4e                           | Alex Baudin                  | France                       | Decathlon-AG2R La Mondiale   | + 2 min 11 s                 |
| 5e                           | Davide Piganzoli             | Italie                       | Team Polti Kometa            | + 7 min 03 s                 |
| 6e                           | Giovanni Aleotti             | Italie                       | Bora-Hansgrohe               | + 9 min 48 s                 |
| 7e                           | Valentin Paret-Peintre       | France                       | Decathlon-AG2R La Mondiale   | + 20 min 51 s                |
| 8e                           | Mauri Vansevenant            | Belgique                     | Soudal Quick-Step            | + 25 min 54 s                |
| 9e                           | Edoardo Zambanini            | Italie                       | Bahrain Victorious           | + 35 min 07 s                |
| 10e                          | Kevin Vermaerke              | États-Unis                   | Team dsm-firmenich PostNL    | + 38 min 03 s                |

### Classement par équipes
| Classement par équipes | Classement par équipes        | Classement par équipes | Classement par équipes |
| Équipe                 | Équipe                        | Pays                   | Temps                  |
| ---------------------- | ----------------------------- | ---------------------- | ---------------------- |
| 1re                    | Decathlon-AG2R La Mondiale    | France                 | 123 h 42 min 21 s      |
| 2e                     | Ineos Grenadiers              | Royaume-Uni            | + 7 min 07 s           |
| 3e                     | Bora-Hansgrohe                | Allemagne              | + 20 min 31 s          |
| 4e                     | UAE Team Emirates             | Émirats arabes unis    | + 27 min 10 s          |
| 5e                     | Astana Qazaqstan Team         | Kazakhstan             | + 29 min 26 s          |
| 6e                     | VF Group-Bardiani CSF-Faizané | Italie                 | + 33 min 47 s          |
| 7e                     | Bahrain Victorious            | Bahreïn                | + 46 min 07 s          |
| 8e                     | Movistar Team                 | Espagne                | + 48 min 02 s          |
| 9e                     | Team Visma \| Lease a Bike    | Pays-Bas               | + 49 min 33 s          |
| 10e                    | EF Education-EasyPost         | États-Unis             | + 51 min 45 s          |

### Sanctions au classement UCI
| \| Coureur \| Pays \| Équipe \| Points \| \| --------------- \| ---------------- \| ------------------ \| ----------- \| \| Kaden Groves \| Australie \| Alpecin-Deceuninck \| - 25 points \| \| Laurence Pithie \| Nouvelle-Zélande \| Groupama-FDJ \| - 25 points \| |                  |                    |             |
| Coureur | Pays             | Équipe             | Points      |
| Kaden Groves | Australie        | Alpecin-Deceuninck | - 25 points |
| Laurence Pithie | Nouvelle-Zélande | Groupama-FDJ       | - 25 points |

## Abandons
- Cian Uijtdebroeks  (Visma-Lease a Bike) : non partant
- Louis Barré (Arkéa-B&B Hotels) : non partant
- Stefano Oldani (Cofidis) : non partant